# Warthill Copyhold
Warthill Copyhold var en civil parish från 1866 till 1925 då den blev en del av Warthill, i grevskapet North Riding of Yorkshire (nu North Yorkshire), i England. Civil parish var belägen 8 km från York och hade 145 invånare år 1921.